# Салатовые веснянки
Салатовые веснянки (лат. Chloroperlidae) — семейство насекомых из отряда веснянок. Описано около 110 видов, 19 из них распространены в Европе.

## Описание
Веснянки длиной 7—11 мм. Тело нежное, обычно зеленовато-жёлтого цвета. Брюшко сверху с тёмной полоской. Крылья прозрачные. Задние крылья со слаборазвитой, небольшой анальной частью, имеющей не более трёх неветвящихся жилок.

## Систематика
В мировой фауне 206 видов из 17 родов.
- подсемейство: Chloroperlinae Okamoto 1912
  - триба: Alloperlini  Surdick 1985
    - род: Alloperla Banks, 1906
    - род: Bisancora Surdick, 1981
    - род: Sweltsa Ricker, 1943
    - род: Sasquaperla Stark & Baumann, 2001

  - триба: Chloroperlini  Okamoto 1912
    - род: Chloroperla Newman, 1836
    - род: Haploperla Navás, 1934
    - род: Isoptena Enderlein, 1909
    - род: Plesioperla Zwick, 1967
    - род: Plumiperla Surdick, 1985
    - род: Pontoperla Zwick, 1967
    - род: Rasvena Ricker, 1952
    - род: Siphonoperla Zwick, 1967
    - род: Triznaka Ricker, 1952
    - род: Xanthoperla Zwick, 1967

  - триба: Suwalliini Surdick 1985
    - род: Suwallia Ricker, 1943

  - Incertae sedis
    - род: Alaskaperla Stewart & DeWalt, 1991
- подсемейство: Paraperlinae Ricker 1943
  - род: Kathroperla Banks, 1920 (в 2021 году выделено в Kathroperlidae)[3]
  - род: Paraperla Banks, 1906
  - род: Utaperla Ricker, 1952
- Incertae sedis
  - род: †Bestioperlisca Sinitshenkova, 1990
  - род: †Dipsoperla Sinitshenkova, 1987